# Fenobarbital
Il Fenobarbital è un barbiturico a lunga durata d'azione usato come anticonvulsivante. Chimicamente è l'ureide ciclica di un acido malonico disostituito in alfa con un gruppo fenilico e uno etilico. Fu commercializzato con il nome di Luminal.
Negli anni 1930 e 1940 veniva spesso prescritto per il trattamento di una serie di disturbi (come l'insonnia), ma cadde in disuso quando negli anni 1960 cominciarono ad apparire ipnotici, relativamente meno pericolosi (principalmente le benzodiazepine).
Il Fenobarbital è molto prescritto per uso umano e veterinario nel trattamento dell'epilessia per le sue spiccate proprietà anticonvulsionanti.
È anche sfruttato nel trattamento dell'ittero da ridotta attività glucuronil-transferasica, come l'ittero neonatale o la sindrome di Crigler-Najjar di tipo 2.
Il fenobarbital è un modulatore positivo del recettore GABAA.
È stato dimostrato che il fenobarbital, assieme al sulfanilamide, è capace di attivare l'enzima ALA sintetasi, catalizzatore della prima reazione utile per la biosintesi del porfobilinogeno, precursore della protoporfirina la quale costituisce insieme allo ione ferroso Fe2+ l'emoglobina.

## Farmacologia

### Indicazioni
Il trattamento con fenobarbital è indicato per tutti i tipi di crisi epilettiche, ad eccezione delle crisi di assenza. Inoltre, il fenobarbital viene utilizzato nel trattamento della sindrome da astinenza alcolica, dell'ansia, delle convulsioni febbrili, dell'iperbilirubinemia, dell'insonnia, dei sintomi della menopausa, delle crisi epilettiche a esordio parziale, delle crisi epilettiche generalizzate e dei sintomi da astinenza.

### Farmacodinamica
Il fenobarbital appartiene alla categoria dei barbiturici a più lunga durata d'azione, viene impiegato per via delle sue spiccate proprietà anticonvulsivanti e sedativo-ipnotiche nella gestione di tutti i disturbi convulsivi ad eccezione delle assenze (petit mal).

### Meccanismo d'azione
Il fenobarbital agisce su recettori GABAA, incrementando l'inibizione neuronale. Ciò comporta un aumento della soglia di suscettibilità alle crisi epilettiche e una riduzione della propagazione dell'attività epilettica dal focolaio iniziale. Inoltre, il fenobarbital potrebbe ostacolare i canali del calcio, determinando una diminuzione nella liberazione dei neurotrasmettitori stimolanti. Gli effetti sedativi e ipnotici del fenobarbital sono probabilmente dovuti alla sua influenza sulla formazione reticolare mesencefalica a circuito polisinaptico, che regola lo stato di attivazione del sistema nervoso centrale.

### Assorbimento
Dopo essere somministrato per via orale, rettale o tramite iniezione, il fenobarbital viene assorbito in misura diversa. I sali vengono assorbiti più velocemente rispetto agli acidi. L'assorbimento si accelera se il sale di sodio viene ingerito come soluzione diluita o assunto a stomaco vuoto.

### Metabolismo
Il metabolismo è epatico, principalmente ad opera del CYP2C19.

### Tossicità
La tossicità da fenobarbital può manifestarsi con diversi sintomi, tra cui la depressione del sistema nervoso centrale e respiratorio, che può evolvere in una respirazione di tipo Cheyne-Stokes, areflessia, una leggera miosi (sebbene in casi di grave intossicazione possano mostrare una dilatazione paralitica), oliguria, tachicardia, ipotensione, ipotermia e coma. Inoltre, la tossicità da fenobarbital può causare una sindrome da shock tipica, caratterizzata da apnea, collasso cardiocircolatorio, arresto respiratorio e, in alcuni casi, morte.